# Sede storica del Banco di Sicilia
La sede storica del Banco di Sicilia a Firenze si trova in piazza della Repubblica 1, angolo via Calimala e via Orsanmichele, col retro che si affaccia sul vicolo del Ferro e piazza dei Tre Re. Si tratta di un particolare esempio di architettura degli anni cinquanta nel centro storico. Oggi ospita un retail del marchio Zara.

## Storia

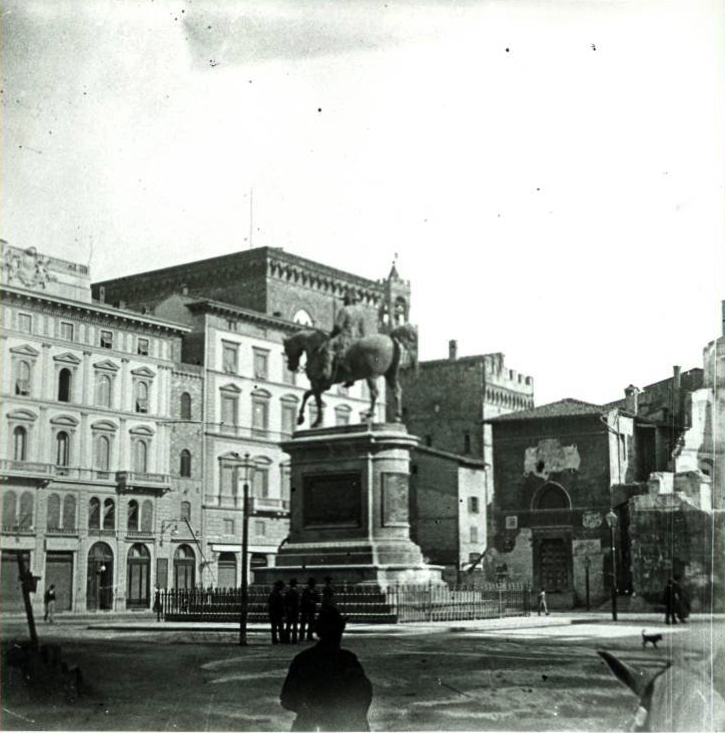
Dietro la statua di Vittorio Emanuele II si vede l'edificio ottocentesco su cui sorse poi l'edificio del Banco di Sicilia

Anticamente erano state in quest'area case e botteghe dei Della Luna, sulle cui rovine fu costruito, dopo lo 'sventramento' del centro, uno dei palazzi tardo-ottocenteschi realizzati all'epoca della creazione dell'attuale piazza della Repubblica (vi ebbe sede il noto ristorante Aglietti).
Del precedente edificio tardo ottocentesco (1890 circa, architetto Torquato Del Lungo su committenza della famiglia Baroncelli) è conservato nel Fondo Disegni presso l'Archivio Storico Comunale di Firenze il rilievo del prospetto verso via Calimala, eseguito prima della demolizione, intorno al 1955.
Il progetto per il nuovo palazzo si deve a Cesare Pascoletti, ingegnere di Roma, ed è datato al 31 dicembre 1956. Realizzato dall'impresa Galliano e Boldrini, fu ultimato nel 1959. L'inaugurazione avvenne il 6 gennaio 1960.
Così annota Marcello Jacorossi, testimone dell'erezione dell'edificio, unico deliberatamente moderno a formare cerniera tra piazza della Repubblica e via Calimala: "Quando fu costruito questo palazzo suscitò numerose polemiche, sia per la sua architettura moderna, priva di compromessi, con il chiaro risalto della struttura in cemento armato, sia perché venne avanzata l'ipotesi di lasciare libera l'intera area in precedenza demolita, scoprendo un'inaspettata prospettiva verso la mole di Orsanmichele. La nuova sede del Banco di Sicilia fu progettata dall'architetto Pascoletti, e ridotta un po' in altezza rispetto alle dimensioni di progetto".
A fronte di queste passate critiche, oggi l'edificio è dai più considerato "un saggio sapiente di architettura giocata sull'uso di materiali costruttivi all'interno di un linguaggio lineare e rigoroso che coniuga materiali quali il cemento armato e l'alluminio anodizzato con i più tradizionali pietra forte e marmo che integrano volutamente la costruzione al tessuto storico circostante".
Dal 2005 vi è la sede cittadina del grande magazzino di abbigliamento Zara.

## Descrizione
Ubicato nel cuore del centro cittadino, in angolo tra la via Calimala e la via Orsanmichele, in stretta prossimità con la ottocentesca piazza della Repubblica (alla cui numerazione partecipa, nonostante la posizione sia ormai quasi più lungo la via che sualla piazza), il palazzo adotta un linguaggio lineare e rigoroso ma coniuga prudentemente materiali quali il cemento armato e l'alluminio anodizzato con i più tradizionali pietra forte e marmo.
Di impianto planimetrico rettangolare, si eleva su cinque piani fuori terra per sette grandi e regolari aperture al terreno sul prospetto principale, coronati da una gronda in leggera sporgenza. Sulle due facciate principali il reticolo strutturale in cemento armato, chiuso da infissi in alluminio anodizzato di color bronzo, è stretto tra due setti di muratura intonacata e leggermente avanzato rispetto a questi.
La volontà di integrare la costruzione al tessuto circostante si rileva nell'uso del rivestimento in pietra forte per l'intero reticolo strutturale e nelle lastre di marmo di rivestimento dei tamponamenti sotto i davanzali delle finestrature al pian terreno. La facciata su via Calimala si distende per quattro campate di affaccio, di cui al pian terreno due interamente vetrate di ingresso e due tamponate per metà e chiuse da inferriate; la facciata su via Orsanmichele è ritagliata da tre finestrature a pian terreno mentre la facciata posteriore su vicolo del Ferro presenta un carattere più tradizionale, in muratura piena con partitura regolare di finestre.
All'interno, l'atrio di ingresso, pavimentato e rivestito in marmo e impreziosito dalla presenza di una sinopia di Mariotto di Nardo del 1370, ceduta in deposito dalla Accademia di Belle Arti, disimpegnava sulla destra il grande salone del pubblico e sul retro il vano scala di collegamento con il sotterraneo e con i piani superiori.
A forma di "L", il salone per il pubblico è pavimentato a strisce di marmo rosso intercalate da più sottili strisce di marmo bianco ed è caratterizzato principalmente dalla presenza della pannellatura continua in rame sul davanti del bancone per le operazioni e del grande pannello ancora in rame sbalzato sulla parete, opera di Francesco Coccia risalente al 1959.
Ai pilastri della parete esterna sono addossate piccole scrivanie in marmo rosso, sostenute da setti murari rivestiti in lamierino di rame sbalzato.
Nel grande salone del primo piano è da segnalare la presenza, poco valorizzata sulla parete laterale, del mosaico in tessere di vetro ad opera di F. Pagliazzi, del 1959.
Ai piani superiori, la distribuzione degli ambienti è affidata ad un corridoio centrale su cui si affacciano le porte in legno scuro dei diversi uffici. Pannellature in legno rivestono anche le pareti del vano della scala in marmo.